# Vibrissina prospheryx
Vibrissina prospheryx är en tvåvingeart som först beskrevs av Townsend 1935.  Vibrissina prospheryx ingår i släktet Vibrissina och familjen parasitflugor.
Artens utbredningsområde är Guyana. Inga underarter finns listade i Catalogue of Life.